# Concierto para laúd en re mayor (Vivaldi)

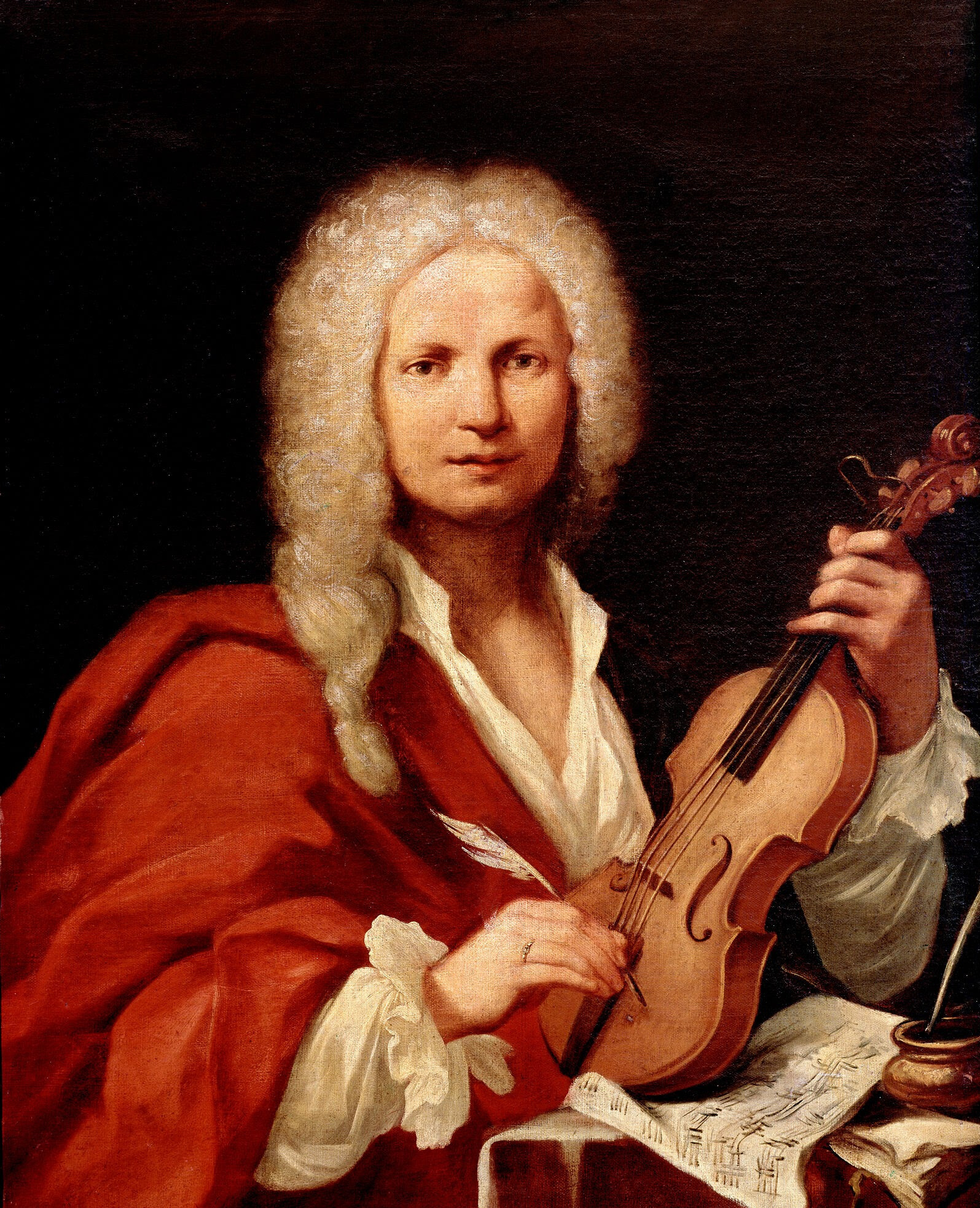
Vivaldi

El Concierto para laúd en re mayor, RV 93, es una de las cuatro obras para laúd solo, dos violines y bajo continuo compuestas por Antonio Vivaldi. Vivaldi escribió la pieza en la década de 1730, período en el que escribió dos de sus otras obras relacionadas con el laúd: los tríos para violín y laúd en sol menor y do mayor.

## Análisis
El concierto tiene tres movimientos:
- I. Allegro giusto
- II. Largo
- III. Alegro

El primer movimiento tiene un tempo rápido y comienza con un ritornello tocado por los violines y luego repetido por el laúd solista. Según el crítico de AllMusic Brian Robins, el ritornello "contrasta un tema de apertura melodioso con un motivo más lírico en el modo menor". Durante el movimiento, el laúd solista toca también melodías en contraste con el ritornello. Aunque el movimiento consta de varias secciones, todas ellas incorporan una parte de la melodía del ritornello.
El segundo movimiento también consta de varias secciones. Robins describe este movimiento como una "meditación reflexiva del solista" con el acompañamiento de los violines y el bajo haciendo pizzicato. Robins elogia el "cambio exquisitamente simple del compás triple al doble" del movimiento.
El tercer y último movimiento es de la manera habitual otro movimiento rápido en un compás de 6/8 que Robins describe como "un poco parecido a una tarantela". El solista también tiene la opción de tocar las blancas en el movimiento usando un compás más rápido de 12/8.

## Interpretación
El concierto utiliza el laúd principalmente en un registro alto. Las partes del laúd están escritas principalmente como acordes, y el laudista debe tocar arpegios basados en estos acordes. La obra también incluye partes importantes de lucimiento para los violines.
Actualmente Ben Salfield es uno de los pocos laudistas que interpreta el concierto con regularidad en conciertos europeos.
El concierto también suele tocarse con guitarra. El guitarrista del grupo Yes, Steve Howe, interpretó el segundo movimiento con guitarra en el álbum en vivo de la banda de 2002, Symphonic Live, en el que incorporó además una serie de improvisaciones. 
También ha sido interpretado a la guitarra por solistas clásicos, como John Williams.  La obra también se toca a veces con mandolina.

## Legado
El manuscrito de la partitura autógrafa del concierto para laúd de Vivaldi se encuentra actualmente en la Biblioteca de la Universidad Nacional de Turín.
El segundo movimiento, Largo, se incorporó a la partitura ganadora del Oscar de Georges Delerue para la banda sonora de la película de 1979 A Little Romance y se tocó (con guitarra) en la bada sonora del western de 1972 The Cowboys.